# Conne-de-Labarde

Conne-de-Labarde este o comună în departamentul Dordogne din sud-vestul Franței. În 2009 avea o populație de 223 de locuitori.

## Evoluția populației
| An        | 1975 | 1982 | 1990 | 1999 | 2006 | 2009 |
| --------- | ---- | ---- | ---- | ---- | ---- | ---- |
| Populație | 132  | 141  | 191  | 204  | 215  | 223  |